# Bucle de corrent
|  | Per a altres significats, vegeu «bucle de corrent (PID)». |

El bucle de corrent, interfície TTY o interfície de bucle de corrent (anglès: 20-mA current loop interface) és la interfície sèrie més antiga i relativament senzilla a nivell tècnic. Funciona de manera asíncrona i normalment utilitza un bucle de corrent de 20mA. Per tant, també s'anomena.

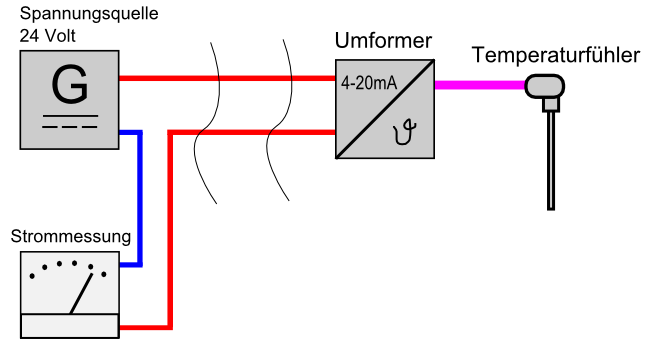
Schaltungsbeispiel

El terme TTY és una abreviatura del terme anglès "Teletypewriter" o "Teletype" per a telex, derivat del nom de l'empresa Teletype Corporation, Inc., una empresa nord -americana que va ser el principal desenvolupador i fabricant dominant al mercat en el segment de telex. durant dècades. La interfície TTY es va transferir posteriorment des de l'enginyeria de comunicacions al sector informàtic com a interfície a dispositius perifèrics econòmics per a l'entrada i sortida de dades. La interfície es va estendre especialment amb èxit allà on cal un aïllament galvànic dels dispositius acoblats. Encara avui s'utilitza en alguns dispositius de control en tecnologia de mesura, control i regulació, principalment per connectar impressores de registre. La interfície no està estandarditzada, però en gran part es gestiona de manera uniforme com un estàndard de la indústria.

## Història
El bucle de corrent es remunta als temps de telègraf que ja emprava un bucle de corrent per excitar el solenoide del receptor cada vegada que es premia el manipulador de l'emissor. Va ser desenvolupat i introduït per a controlar els models de teleimpressores electromecàniques a llargues distàncies utilitzades per a la transmissió de dades, que normalment funcionaven amb el codi Baudot, i un bucle de corrent de 40 mA (tensió de circuit obert de 60V).
A la dècada de 1960 es va utilitzar els dos nous models de teleimpressores Teletype 33 i 35 fabricades per Teletype Corporation a partir de 1963 i els seus successors. Ambdues diferien de les teleimpressores típiques de l'època en el nivell de corrent, Teletype el va canviar a 20 mA i en comptes del codi Baudot, va utilitzar el codi ASCII, que havia tingut un paper important en el desenvolupament de les teleimpressores que es van utilitzar per primera vegada al Teletypewriter eXchange Service (TWX), la xarxa de teleimpressores dels Estats Units que es va introduir el 1931 i va experimentar un desenvolupament tècnic continu.
Els dispositius de Teletype van guanyar una gran popularitat principalment gràcies al seu ús massiu com a dispositius d'entrada i sortida als ordinadors. Les teleimpressores de Teletype es consideraven robustes i fiables i es van començar a emprar a moltes empreses ja que a causa de la producció en massa eren molt més barates de compra que els altres terminals d'entrada. Tant la interfície bucle de corrent de 20mA, com l'ASCII es van establir ràpidament com a estàndard per a ordinadors. Només cap a finals de la dècada de 1970 es va substituir com a interfície estàndard sèrie, el bucle de corrent per la interfície RS-232. que també s'havia desenvolupat a la dècada de 1960, però ja des del principi, per a ser utilitzada amb ordinadors.
Aquest estàndard va trobar una àmplia aceptació en els miniordinadors, que originalment utilitzaven teletips per comunicar-se amb l'operador. De mica en mica, els teletips van donar pas als terminals de vídeo basats en text, tot conservant la interfície de bucle de corrent.

## Tecnologia

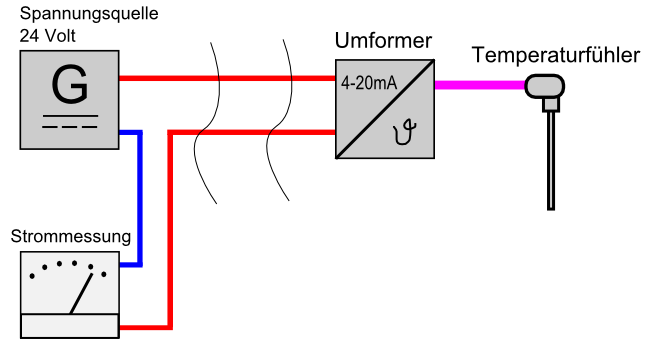
Schaltungsbeispiel

Es pot trobar una definició de la interfície TTY a la Recomanació V.31 del CCITT. A la part 1 de l'esborrany d'un DIN 66258, que va aparèixer per primera vegada el 1981 i es va revisar novament el 1986, on es va descriure amb més detall com "interfície de bucle de corrent de 20 mA". Tanmateix, l'esborrany mai va ser aprovat com a norma vinculant. Elèctricament, la interfície actual TTY o bucle de corrent de 20mA es va gestionar de manera més o menys uniforme a tot el món. Amb dispositius de diferents fabricants, però, sovint passava que els pins de contacte s'assignaven de manera diferent.
Només calen dues línies per a la interfície. En l'estat inactiu, flueix un corrent constant de 20 mA, que s'interpreta com un "1" lògic, cada interrupció del flux de corrent representa un "0" lògic. Només un dels dos dispositius connectats pot alimentar el corrent a la línia de dades, és a dir, en estat "actiu", l'estació remota ha de ser "passiva". En el sector informàtic, aviat van començar a utilitzar quatre línies, per a la transmissió i recepció simultànies (operació dúplex) dues com a bucle de corrent de transmissió i dues com a bucle de corrent de recepció.. Des de Teletype proporcionaven una taxa de transferència màxima de 110 baud. Per als dissenys més moderns de la interfície, de vegades es considera que 4800 bauds és la velocitat màxima de transmissió tècnicament sensata. Posteriorment, també és possible una velocitat de 9600 baudis amb una distància màxima de fins a 1000 m entre els dispositius connectats.

## Altres àmbits d'aplicació

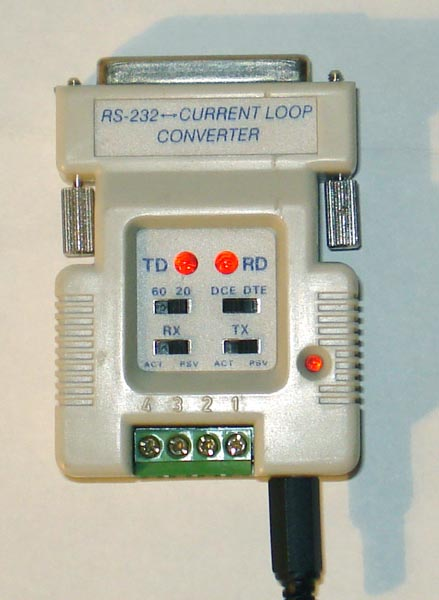
Convertidor RS-232/Bucle de corrent

La interfície es va transferir a nombroses altres àrees d'aplicació, però es va modificar de manera més o menys significativa.
Com que la transmissió de dades a través d'un bucle de corrent és significativament menys susceptible a les interferències que els senyals controlats per tensió, com passa amb RS-232, també es van utilitzar interfícies de bucle de corrent en el sector industrial. Tanmateix, per regla general, es va utilitzar un format de dades diferent (normalment 8 bits de dades i 1 bit de parada en lloc de 7 bits de dades, 1 bit de paritat i 2 bits de parada) i velocitats de transmissió de dades més altes que les màximes previstes per Teletype Corporation. Els controladors lògics programables (PLC) Siemens de la sèrie Simatic "S5" també estaven equipats amb bucle de corrent com a interfície. Per connectar els dispositius a ordinadors amb una interfície RS-232, estava disponible per a la implementació com a accessori estàndard l'anomenat "Adaptador de bucle" 
El bucle de corrent s'utilitza particularment en els dispositius de mesura, perquè cal regularment un aïllament potencial o un aïllament galvànic dels sistemes acoblats, especialment en l'àmbit mèdic. En el cas de les interfícies de bucle de corrent, el requisit es pot complir sense cap esforç particular utilitzant optoacobladors com a components de transmissió i recepció. Fins a cert punt, els dispositius molt duradors d'aquesta norma encara tenen connexions TTY fins avui dia. En la majoria dels casos, hi han connectades teleimpressores de registre senzilles però especialment robustes.